# Bandidus ocellonotus
Bandidus ocellonotus is een insect uit de familie van de mierenleeuwen (Myrmeleontidae), die tot de orde netvleugeligen (Neuroptera) behoort. 
Bandidus ocellonotus is voor het eerst wetenschappelijk beschreven door New in 1985.